# St. Petri (Günthersleben)

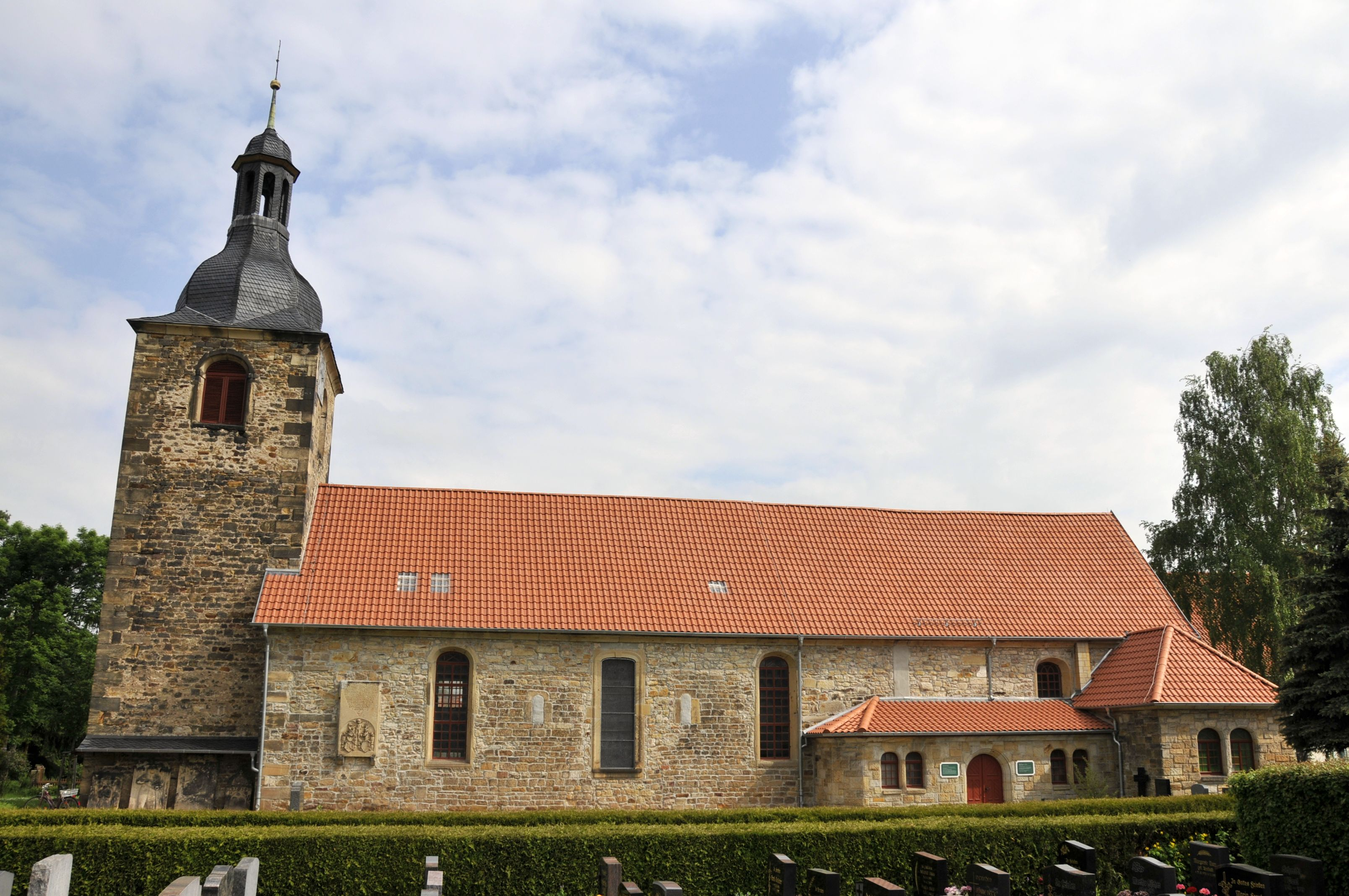
Kirche St. Petri in Günthersleben

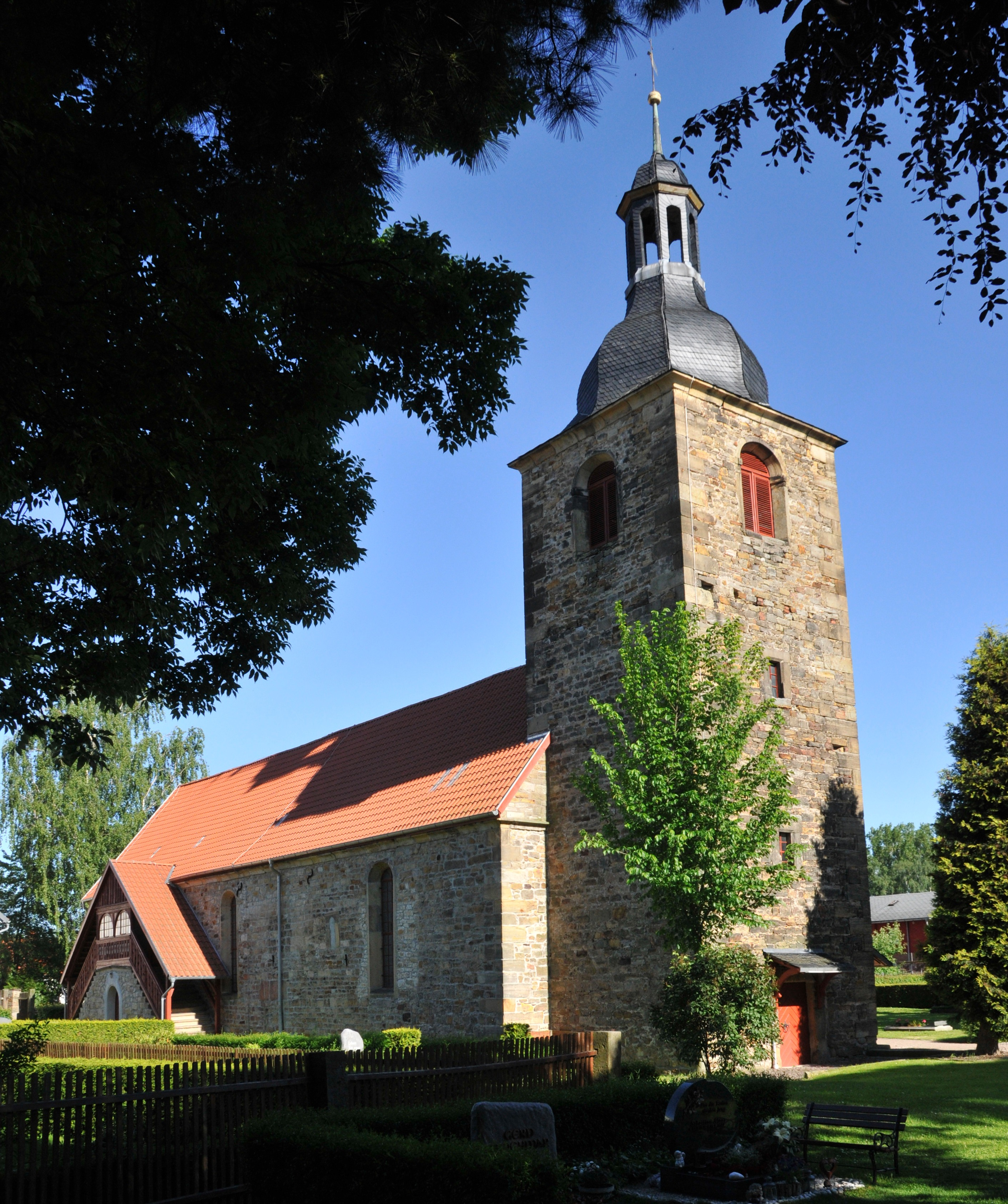
Kirche in Günthersleben

St. Petri zu Günthersleben ist eine evangelische Kirche, die heute mit Cobstädt und Tüttleben zum  Kirchengemeindeverband Seebergen im Kirchenkreis Gotha der Evangelischen Kirche in Mitteldeutschland gehört.

## Geschichte
Seit mehr als 475 Jahren predigen evangelische Geistliche in der Sankt-Petri-Kirche zu Günthersleben. Vermutlich bereits im 10. Jahrhundert stand an dieser Stelle eine romanische Kirche, die jedoch wegen Baufälligkeit zum großen Teil abgerissen wurde. Die heutige Kirche wurde 1694 auf den alten Grundmauern gebaut. Jüngst konnte bei Verfugungsarbeiten festgestellt werden, dass der Mittelteil des Kirchenschiffes aus romanischer Zeit stammt. Der Braunschweigisch-Lüneburgische Münzdirektor, Güntherslebener Gutsherr sowie Lehns- und Gerichtsherr, Heinrich Bonhorst, legte am 25. April 1694 den Grundstein und finanzierte die Baukosten des Gotteshauses. Im Gegenzug bekam er das Recht, auf 12 Jahre die Gemeindewiesen zu nutzen. Die Einweihung erfolgte am 27. Januar 1696 mit der Hochzeit des Hirten Heinrich Christoffel Homburg und seiner Braut Barbara Quecken.
An der Westseite des Kirchenschiffes steht der 30 m hohe Turm, der drei Glocken beherbergt, die die Weltkriege überstanden haben. Die Gebetsglocke ertönt dreimal täglich, um zum Stundengebet einzuladen.
Den Innenraum der Kirche schmückt ein großes Kruzifix, vermutlich aus dem Barock. Im Eingangsbereich befindet sich ein Taufbecken aus dem 12. Jahrhundert. Im Gang vor dem Altar befindet sich der „neue“ Taufstein aus dem Jahr 1696 mit dem Wappen der Familie Bonhorst.
Hinter dem Altar befindet sich ein großes buntes Glasfenster, das 1906 von der Kunstglaserei und Glasmalerwerkstatt Wilhelm Franke aus Naumburg (Saale) hergestellt und 2005 restauriert wurde. Es hat den Titel „Der tröstende Heiland“ und zeigt Christus mit weit ausgestreckten Armen, wie er seine Hände den Trostsuchenden entgegenhält. Das Fenster wurde von der damaligen Gutsherrin, Baronin Caroline von Weiß, gestiftet. Viele Schäden durch Kriegseinwirkungen, Steinwürfe, Farbabplatzungen, Glasbrüche und Schäden durch andere Ursachen wies das Fenster auf, bis es anhand vorhandener Entwurfszeichnungen von Mai bis September 2005 restauriert und wieder eingebaut wurde. Heute ist es mit einer Schutzverglasung versehen.
Ein weiteres Glasfenster hat die Weihnachtsgeschichte zum Thema.
Die Orgel wurde 1856 von der Tabarzer Firma Friedrich Christian Knauf errichtet. Im Jahre 2002 ist es der Kirchgemeinde Günthersleben mit Hilfe der Spenden vieler Bürger und der Arbeit des Orgelbaumeisters Löbling aus Zimmernsupra gelungen, die seit dreißig Jahren verstummte zweimanualige Knauf-Orgel wieder zum Spielen zu bringen. Das Instrument verfügt über 19 Register auf zwei Manualen und Pedal.
Dem Engagement der Bürger und Sponsoren ist es auch zu verdanken, dass die Kirche eine neue Elektrik erhielt, so dass der Gottesdienst im Winter in einer beheizten Kirche und auf gepolsterten Sitzbänken gefeiert werden kann. 2004 wurden Nord- und Südwand neu verfugt. Das brachte eine schönere Außenansicht und einen besseren Feuchtigkeitsschutz. Darüber hinaus wurde 2006 das Kirchendach erneuert. Im Altarraum wurde ein neuer Sandsteinfußboden eingebaut, der die luftundurchlässigen Bodenfliesen ersetzte.

## Friedhof
Das Pfarrhaus wurde um 1715 errichtet und wird von einer alten Wehrmauer umgeben, die nahelegt, dass das Kirchhofgelände schon seit dem 10. Jahrhundert als Begräbnisstätte genutzt wurde. Heute beherbergt der Friedhof noch mehrere sehr alte Grabsteine. In der Kirchenmauer von außen eingelassen steht der Grabstein des 24-jährigen Kundemund von Stotternheim (früher Stutternheim), der 1563 verstarb.

## Galerie

Bilder von der Kirche
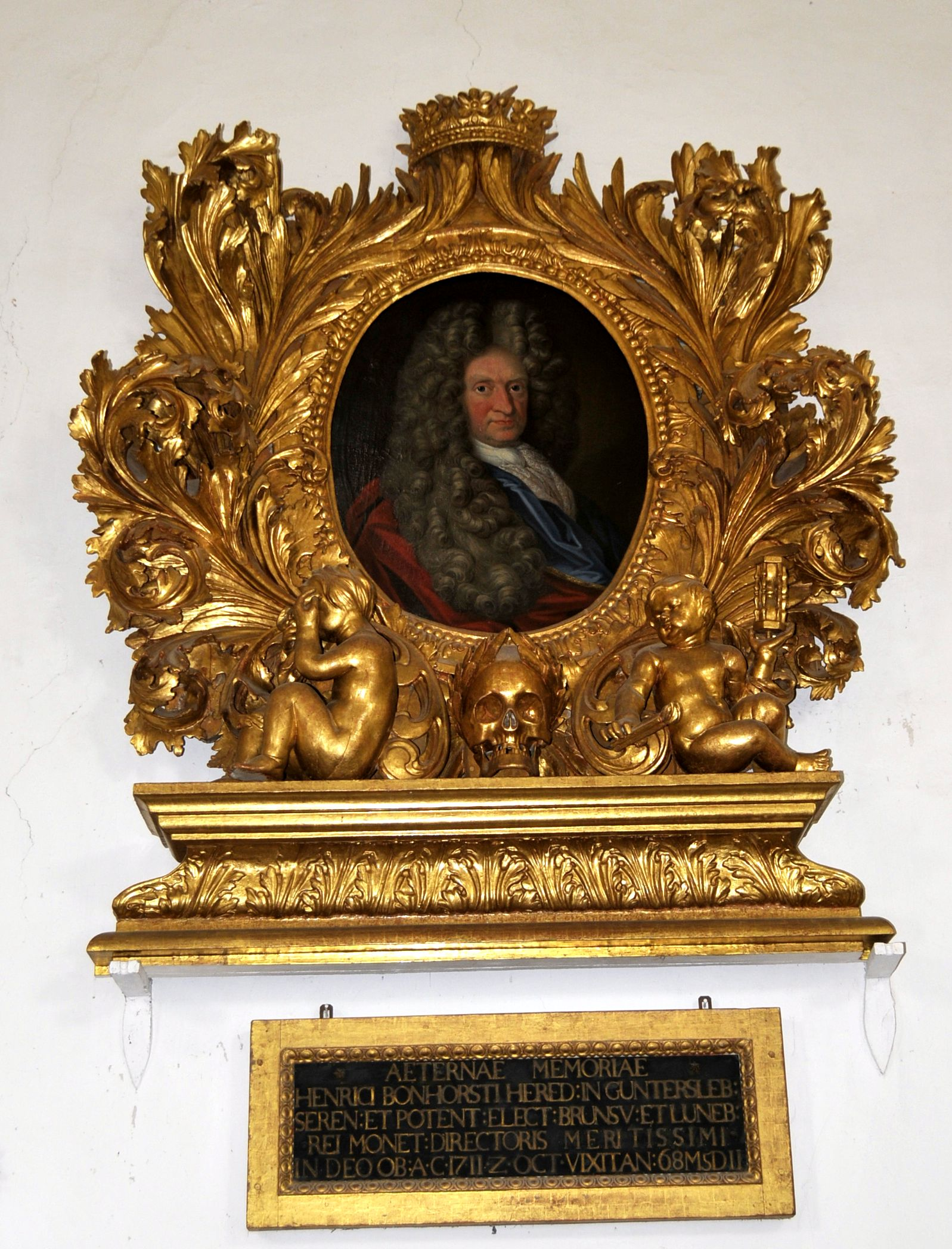
Epitaph des Kirchenpatrons Heinrich Bonhorst
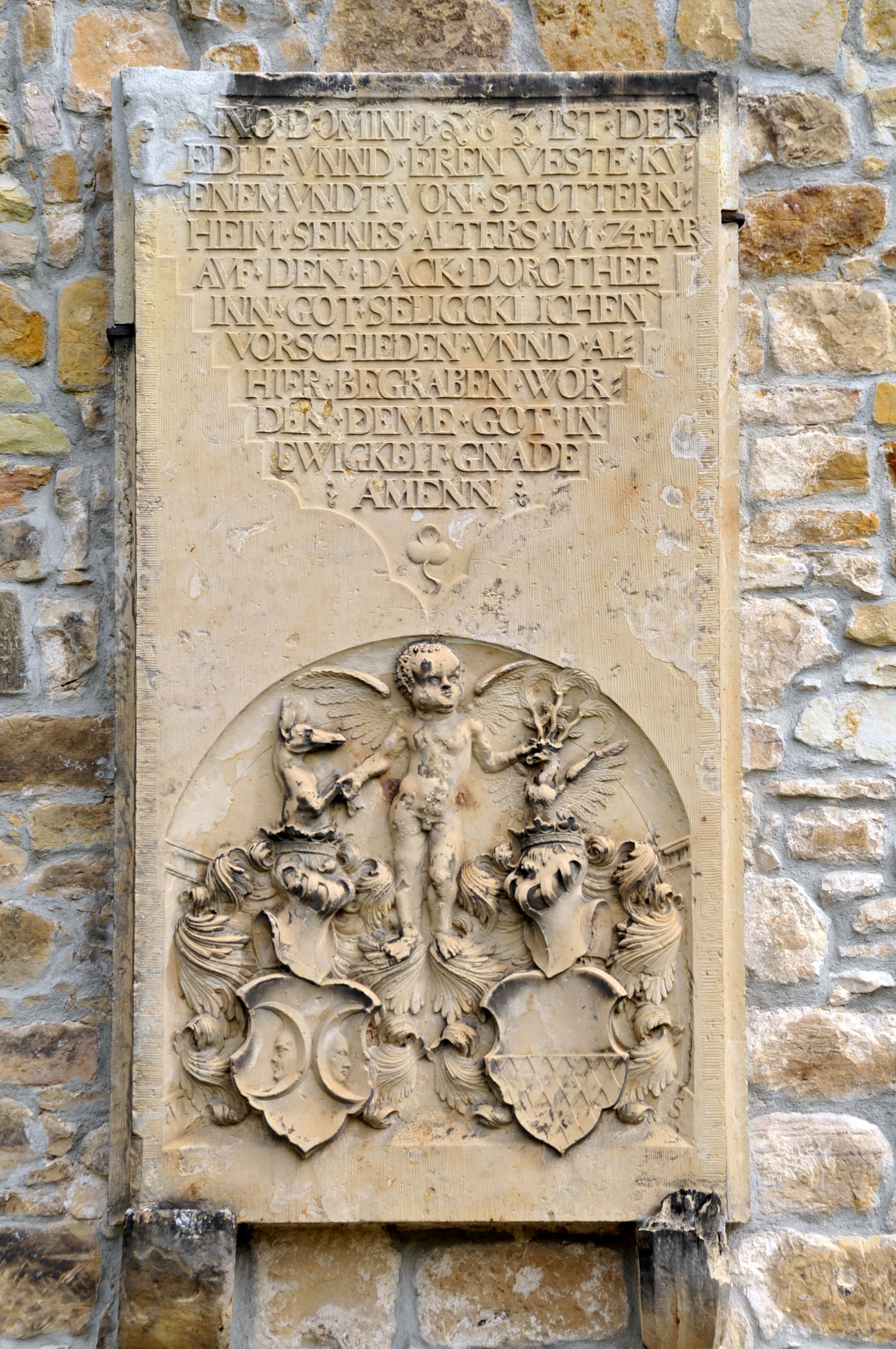
Grabplatte des Kundemund von Stutternheim
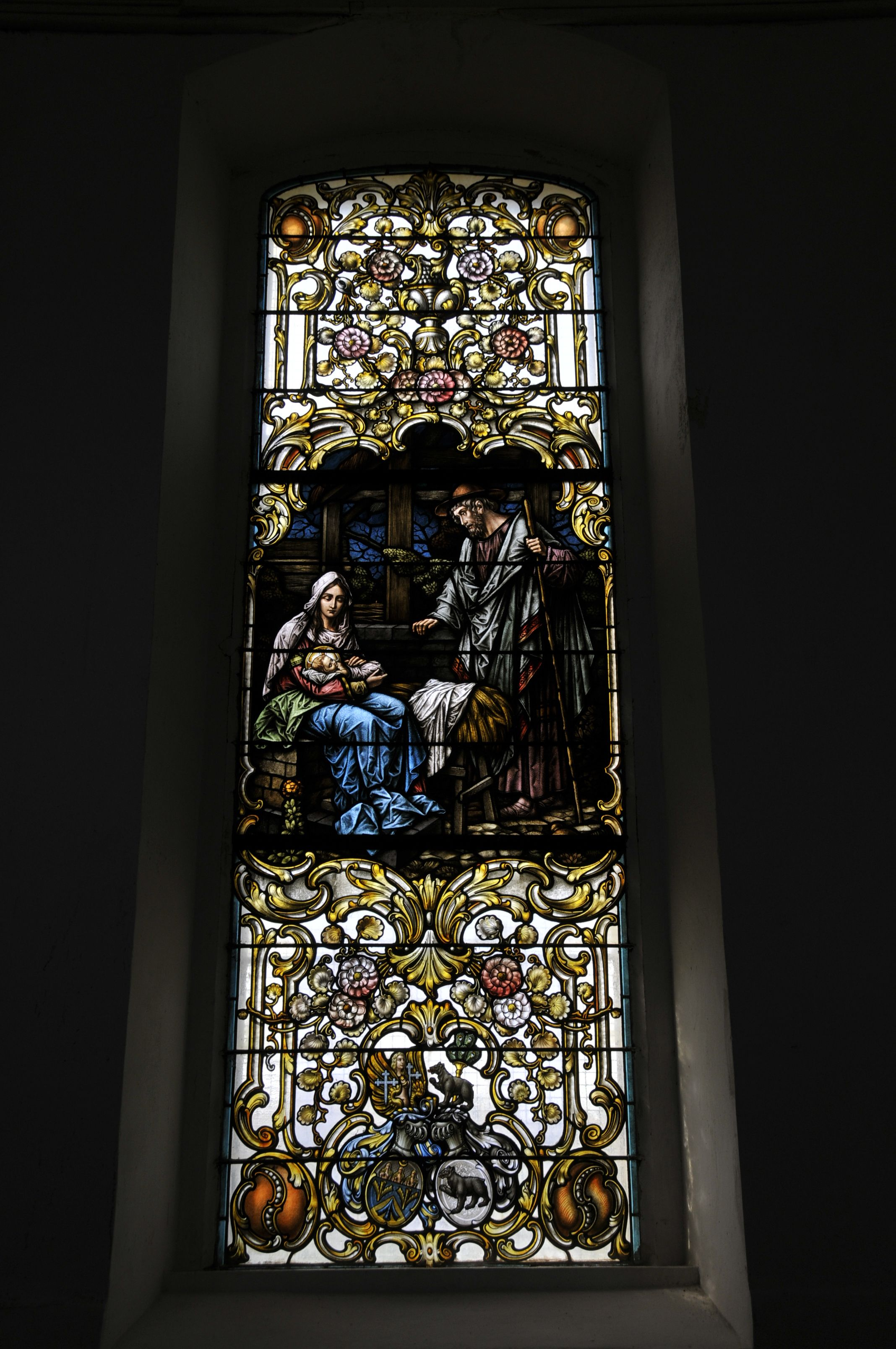
Fenster mit der Weihnachtsgeschichte
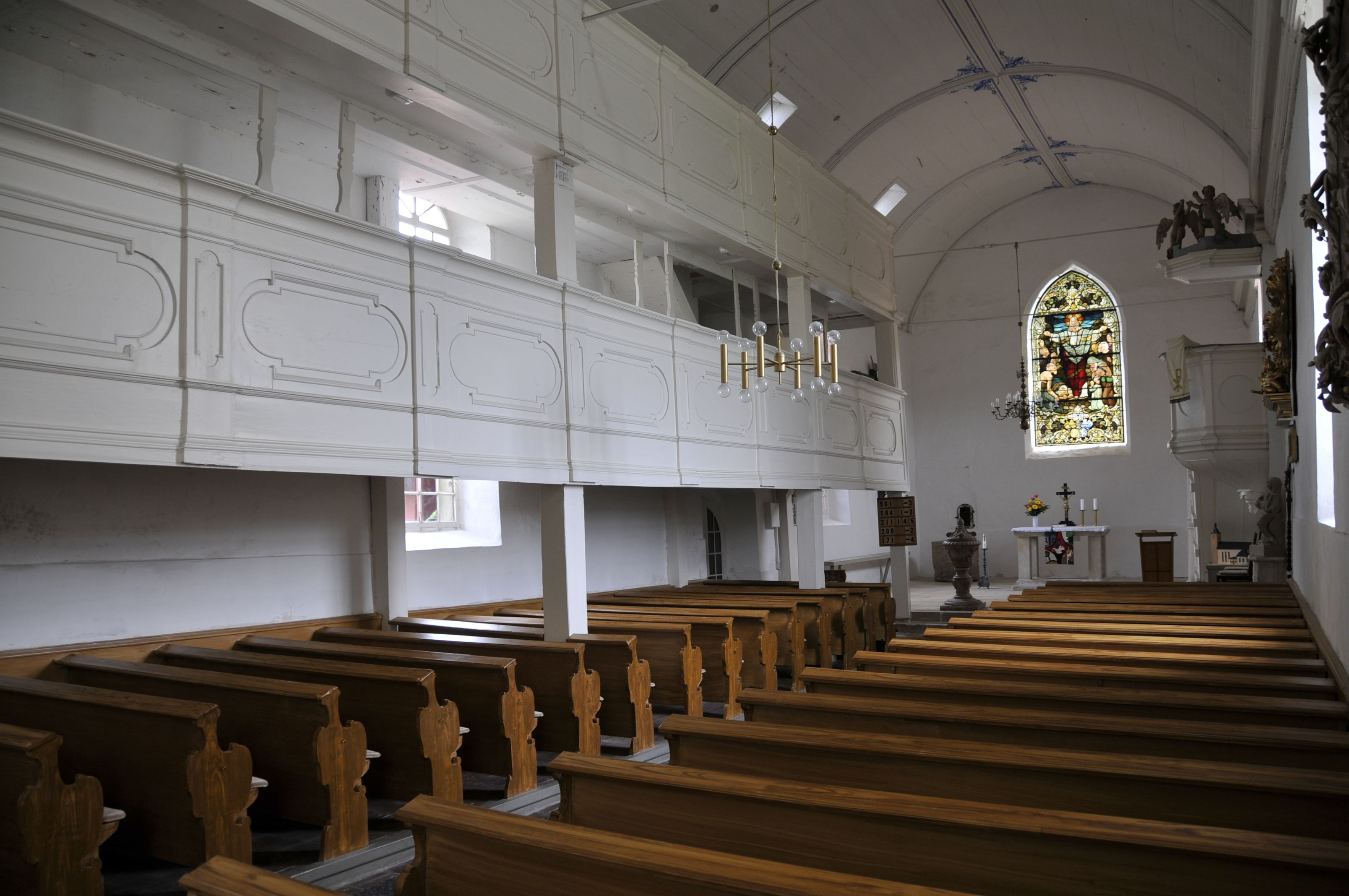
Kircheninneres
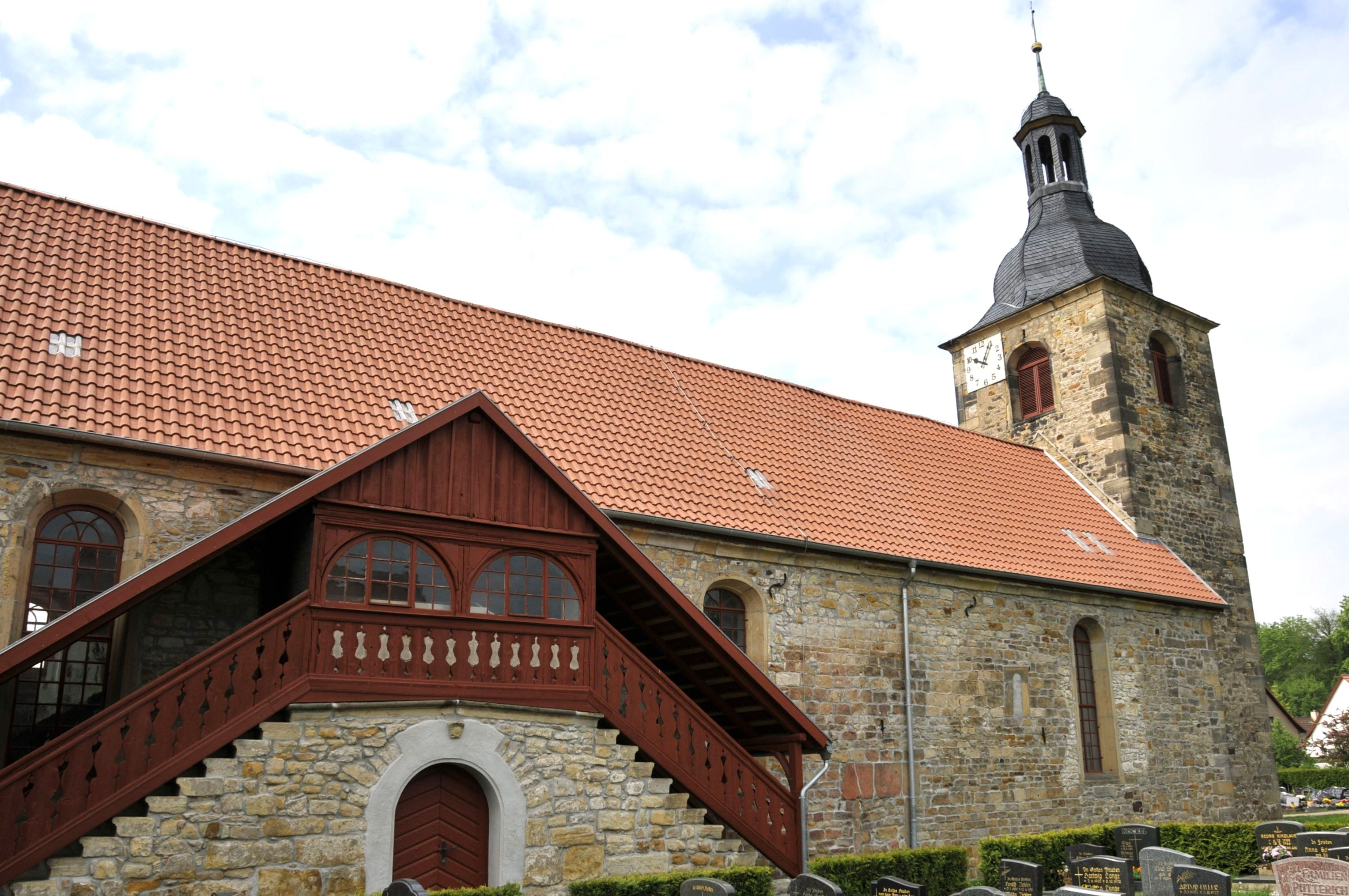
Emporenaufgang an der Nordseite

Koordinaten: 50° 54′ 7,7″ N, 10° 45′ 46,8″ O